# Dragula
Ne doit pas être confondu avec Dracula (personnage).
Dragula est le titre d'une chanson coécrite et enregistrée par le musicien américain Rob Zombie. Elle est sortie en août 1998 en tant que le premier single de son premier album solo Hellbilly Deluxe. Depuis sa sortie, elle est devenue la chanson la plus connue de Zombie en tant qu'artiste solo. Elle est également son plus grand succès commercial avec plus de 717 000 exemplaires vendus aux États-Unis en 2010. La chanson tire son nom de la voiture de dragster DRAG-U-LA figurant dans la série télévisée Les Monstres.
Le clip audio Superstition, Fear and Jealousy avec la voix de Christopher Lee au début de la chanson est extrait du le film Horror Hotel.
La chanson apparaît également sur Past, Present & Future, le Greatest Hits The Best of Rob Zombie.

## Contexte et écriture
Rob Zombie a déclaré au magazine Billboard que le titre venait du « nom de grand-papa de Munster dragster sur l'ancienne émission de télévision ». Il poursuit en disant que « c'était un spectacle classique avec de grands personnages de bande dessinée. Curieusement, Dragula était l'une des dernières chansons finies pour l'enregistrement. Elle s'est mise en place très rapidement, et cela a marché, mais elle aurait tout aussi bien ne pas être sur l'album ».

## Le clip
Le clip montre Rob Zombie dans la Koach Munster (pas la drag racer Dragula) avec divers plans des membres du groupe et les différentes scènes de films. Il y a également le robot tueur du film The Phantom Creeps. Le clip a été régulièrement diffusé sur MTV après l'énorme succès de l'album. La vidéo apparaît également dans le film Idle Hands.

## Sortie
| UK CD Maxi Single | UK CD Maxi Single              | UK CD Maxi Single | UK CD Maxi Single | UK CD Maxi Single | UK CD Maxi Single | UK CD Maxi Single | UK CD Maxi Single | UK CD Maxi Single | UK CD Maxi Single |
| No                | Titre                          | Durée             |                   |                   |                   |                   |                   |                   |                   |
| ----------------- | ------------------------------ | ----------------- | ----------------- | ----------------- | ----------------- | ----------------- | ----------------- | ----------------- | ----------------- |
| 1.                | Dragula                        | 3:42              |                   |                   |                   |                   |                   |                   |                   |
| 2.                | Dragula (Hot Rod Herman Remix) | 4:36              |                   |                   |                   |                   |                   |                   |                   |
| 3.                | Dragula (Enhanced Music Video) | 3:42              |                   |                   |                   |                   |                   |                   |                   |
| 12:00             |                                |                   |                   |                   |                   |                   |                   |                   |                   |

| UK 7" Picture Disc 1 | UK 7" Picture Disc 1        | UK 7" Picture Disc 1 | UK 7" Picture Disc 1 | UK 7" Picture Disc 1 | UK 7" Picture Disc 1 | UK 7" Picture Disc 1 | UK 7" Picture Disc 1 | UK 7" Picture Disc 1 | UK 7" Picture Disc 1 |
| No                   | Titre                       | Durée                |                      |                      |                      |                      |                      |                      |                      |
| -------------------- | --------------------------- | -------------------- | -------------------- | -------------------- | -------------------- | -------------------- | -------------------- | -------------------- | -------------------- |
| 1.                   | Dragula                     | 3:42                 |                      |                      |                      |                      |                      |                      |                      |
| 2.                   | Halloween (She Get So Mean) | 2:50                 |                      |                      |                      |                      |                      |                      |                      |
| 6:32                 |                             |                      |                      |                      |                      |                      |                      |                      |                      |

| UK 7" Picture Disc 2 | UK 7" Picture Disc 2           | UK 7" Picture Disc 2 | UK 7" Picture Disc 2 | UK 7" Picture Disc 2 | UK 7" Picture Disc 2 | UK 7" Picture Disc 2 | UK 7" Picture Disc 2 | UK 7" Picture Disc 2 | UK 7" Picture Disc 2 |
| No                   | Titre                          | Durée                |                      |                      |                      |                      |                      |                      |                      |
| -------------------- | ------------------------------ | -------------------- | -------------------- | -------------------- | -------------------- | -------------------- | -------------------- | -------------------- | -------------------- |
| 1.                   | Dragula                        | 3:42                 |                      |                      |                      |                      |                      |                      |                      |
| 2.                   | Dragula (Hot Rod Herman Remix) | 4:36                 |                      |                      |                      |                      |                      |                      |                      |
| 8:18                 |                                |                      |                      |                      |                      |                      |                      |                      |                      |

| US Promotional 7" | US Promotional 7"        | US Promotional 7" | US Promotional 7" | US Promotional 7" | US Promotional 7" | US Promotional 7" | US Promotional 7" | US Promotional 7" | US Promotional 7" |
| No                | Titre                    | Durée             |                   |                   |                   |                   |                   |                   |                   |
| ----------------- | ------------------------ | ----------------- | ----------------- | ----------------- | ----------------- | ----------------- | ----------------- | ----------------- | ----------------- |
| 1.                | Dragula                  | 3:42              |                   |                   |                   |                   |                   |                   |                   |
| 2.                | Super Monster Sex Action | 3:00              |                   |                   |                   |                   |                   |                   |                   |
| 6:42              |                          |                   |                   |                   |                   |                   |                   |                   |                   |

| US CD Maxi Single | US CD Maxi Single              | US CD Maxi Single | US CD Maxi Single | US CD Maxi Single | US CD Maxi Single | US CD Maxi Single | US CD Maxi Single | US CD Maxi Single | US CD Maxi Single |
| No                | Titre                          | Durée             |                   |                   |                   |                   |                   |                   |                   |
| ----------------- | ------------------------------ | ----------------- | ----------------- | ----------------- | ----------------- | ----------------- | ----------------- | ----------------- | ----------------- |
| 1.                | Dragula                        | 3:42              |                   |                   |                   |                   |                   |                   |                   |
| 2.                | Dragula (Hot Rod Herman Remix) | 4:36              |                   |                   |                   |                   |                   |                   |                   |
| 3.                | What Lurks On Channel X?       | 2:29              |                   |                   |                   |                   |                   |                   |                   |
| 10:47             |                                |                   |                   |                   |                   |                   |                   |                   |                   |

## Reprises
La chanson a été reprise par le groupe de metalcore gothique Motionless in White en 2009. Elle a également été reprise par Mitchell Sigman pour The Electro-Industrial Tribute to Rob Zombie en 2002.

## Personnel
- Tom Baker - Mastering
- Paul DeCarli - Programmation additionnelle
- Frank Gryner - Ingénierie supplémentaire
- Scott Humphrey - Producteur, ingénieur, mixage, programmation
- Chris Lord-Alge - Mixage additionnel
- Blasko - Basse
- Riggs - Guitare
- Tempesta - Batterie
- Rob Zombie - Chant, texte, artwork

## Charts
| Chart (1998)                             | Peak position |
| ---------------------------------------- | ------------- |
| Canada Rock/Alternative 30 (RPM)         | 1             |
| UK Singles (The Official Charts Company) | 44            |
| U.S. Billboard Mainstream Rock Tracks    | 6             |
| U.S. Billboard Modern Rock Tracks        | 27            |
| U.S. Billboard Bubbling Under Hot 100    | 16            |

## Dans la culture populaire
- La chanson est utilisée dans le film Matrix[3].
- La chanson est utilisée dans le film  The Watcher[4].
- La chanson est utilisée dans le jeu vidéo Jet Set Radio.
- La chanson est jouée dans l'épisode # 1-12 "The Box (Part 1)" de la série télévisée Alias.
- La chanson est utilisée dans le film Paranormal Activity 4.
- La chanson est utilisée dans le jeu vidéo de motoneige Sled Storm sur PlayStation.